# Une aube nouvelle
Pour les articles homonymes, voir Aube nouvelle.
Roman sur les Royaumes oubliés
Une aube nouvelle (Vers la lumière lors de l'édition par Fleuve noir) est le titre français du roman Passage to dawn de R. A. Salvatore, publiée chez Milady et tirée du monde imaginaire des Royaumes oubliés. Ce livre est le quatrième de la séquence "Legacy of the drow", réédité dans la séquence "La légende de Drizzt" dont il est le dixième tome, et qui raconte les aventures du célèbre elf noir Drizzt Do'Urden. 

## Résumé
Voilà six ans que Drizzt Do'Urden et Cattie-Brie ont quitté Castelmitral, et aident le Capitaine Deudermont dans sa chasse aux pirates dans la Mer des Épées. Mais lors d'un passage à Eauprofonde, le capitaine est agressé par un doppleganger. L'équipage de L'esprit follet de la mer part alors à la recherche d'une île de légende, sans savoir que derrière ce plan se cache un ennemi ancien de Drizzt.
Le démon Errtu ourdit sa vengeance contre Drizzt. Il le poursuit par-delà les mers et les étendues gelées, lançant tous ses sbires à ses trousses. Pour lui échapper, Drizzt se rend dans les contrées barbares où les nains tentent de passer un accord diplomatique. Mais la situation dégénère rapidement quand une naine retrouve par hasard l’éclat de cristal, dont Errtu s'empare. L'elfe noir et ses compagnons doivent alors livrer une guerre implacable au démon et à ses serviteurs, mais aussi composer avec le plus puissant artéfact de Faerun. Et comme toujours le cristal se révèle plein de surprises...